# Зянкино (Ярский район)
Зянкино — деревня в Ярском районе Удмуртии, входит в состав Ворцинского сельского поселения.

## География
Деревня расположена на высоте 138 м над уровнем моря.

### Часовой пояс
Деревня Зянкино, как и вся Удмуртская Республика, находится в часовой зоне МСК+1. Смещение применяемого времени относительно UTC составляет +4:00.

## Население
| 2010 | 2012 |
| ---- | ---- |
| 89   | →89  |

## Улицы
В деревне имеются две улицы: Набережная и Центральная.